# Хирардота
Хирардота (исп. Girardota) — город и муниципалитет на севере Колумбии, на территории департамента Антьокия. Входит в состав городской агломерации Медельина.

## История
Поселение из которого позднее вырос город было основано в 1620 году. Муниципалитет Хирардота был выделен в отдельную административную единицу в 1833 году.

## Географическое положение
Город расположен в центральной части департамента, на правом берегу реки Порсе, на расстоянии приблизительно 13 километров к северо-востоку от Медельина, административного центра департамента. Абсолютная высота — 1426 метров над уровнем моря.

Муниципалитет Хирардота граничит на севере с муниципалитетами Сан-Педро-де-лос-Милагрос и Донматиас, на востоке — с муниципалитетами Барбоса и Сан-Висенте, на юге — с муниципалитетом Гуарне, на западе — с муниципалитетом Копакабана. Площадь муниципалитета составляет 78 км².

## Население
По данным Национального административного департамента статистики Колумбии, совокупная численность населения города и муниципалитета в 2012 году составляла 50 573 человек.
Динамика численности населения муниципалитета по годам:
| 2005   | 2006   | 2007   | 2008   | 2009   | 2010   | 2011   | 2012   |
| ------ | ------ | ------ | ------ | ------ | ------ | ------ | ------ |
| 42 566 | 43 690 | 44 788 | 45 917 | 47 055 | 48 206 | 49 381 | 50 573 |

Согласно данным переписи 2005 года мужчины составляли 49 % от населения Хирардоты, женщины — соответственно 51 %. В расовом отношении негры, мулаты и райсальцы составляли 73,4 % от населения города; белые и метисы — 26,6 %.
Уровень грамотности среди всего населения составлял 92,9 %.

## Экономика
Основу экономики Хирардоты составляют сельскохозяйственное производство, а также изготовление гончарных изделий и искусственных волокон.

57,3 % от общего числа городских и муниципальных предприятий составляют предприятия торговой сферы, 32,3 % — предприятия сферы обслуживания, 9,6 % — промышленные предприятия, 0,8 % — предприятия иных отраслей экономики.

## Религия
Город является центром католической епархии Хирардоты.